# Sigita Strečen
Sigita Mažeikaitė-Strečen (em russo, Сигита Брониславовна: Panevėžys, 24 de setembro de 1958) é uma ex-handebolista soviética, de origem lituana, campeã olímpica.

## Carreira
Ela fez parte da geração soviética campeã das Olimpíada de Moscou 1980, com 4 partidas e 1 gol.